# Condado de Cleveland (Arkansas)
O Condado de Cleveland é um dos 75 condados do estado americano do Arkansas. Sua sede de condado é Rison. Sua população é de 8 571 habitantes.